# Smax
Smax, il cui nome completo è Jeff Smax (nato Jaafs Macksun), è un personaggio dei fumetti dell'universo America's Best Comics, creato da Alan Moore e Gene Ha e apparso per la prima volta su Top 10 n. 1 n. nel settembre 1999.
Dopo le apparizioni nella serie regolare è stato protagonista di una miniserie di 5 numeri in cui si scoprono le sue origini.

## Personaggio
Smax è un grosso poliziotto mezzorco dalla pelle blu e dalla grande forza e resistenza che vive e lavora a Neopolis, una città popolata interamente da esseri con superpoteri.
Di carattere taciturno e brusco, viene ammorbidito dalla sua partner di lavoro Robyn "Toybox" Slinger, che lo accompagna anche nel suo mondo natale per i funerali di suo zio Mack (e dove scopre i motivi del suo carattere scontroso, dovuti a un'infanzia terribile e un'impresa fallita contro il drago Astrosplendente).

### Originale
- Top 10, 12 numeri, settembre 1999 - ottobre 2001
- Smax, miniserie di 5 numeri, ottobre 2003 - maggio 2004
- America's Best Comics 64 Page Giant
- America's Best Comic's Sketchbook
- America's Best Comics: A to Z n. 4

### Italiana
In Italia la serie Top 10 è stata pubblicata sulla testata bimestrale America's Best Comics della Magic Press dal numero 1 al numero 12. Successivamente è stata ristampata in tre volumi monografici.
Le miniserie Smax e Top 10: Beyond the Farthest Precinct sono state stampate su due speciali da libreria.
Gli speciali America's Best Comics 64 Page Giant e America's Best Comic's Sketchbook sono stati pubblicati nello speciale America's Best Comics Special dell'aprile 2003. America's Best Comics: A to Z è invece inedita in Italia.